# Вильд, Уте
Уте Вильд (нем. Ute Wild; род. 14 июня 1965 или 22 апреля 1966, Чопау, Карл-Маркс-Штадт), в замужестве Нойтцель (нем. Noetzel) — немецкая гребчиха, выступавшая за сборную ГДР по академической гребле в 1980-х годах. Чемпионка летних Олимпийских игр в Сеуле, серебряная и бронзовая призёрка чемпионатов мира, победительница многих регат национального и международного значения.

## Биография
Уте Вильд родилась 14 июня 1965 года в городе Чопау, ГДР. Проходила подготовку в Потсдаме в спортивном клубе «Динамо», была подопечной именитого наставника Йорга Ландфойгта.
Впервые заявила о себе в гребле в 1982 году, выступив на мировом первенстве среди юниоров в Италии — заняла четвёртое место в программе рулевых четвёрок. Год спустя на аналогичных соревнованиях во Франции завоевала в той же дисциплине золотую медаль.
Первого серьёзного успеха на взрослом международном уровне добилась в сезоне 1986 года, когда вошла в основной состав восточногерманской национальной сборной и побывала на чемпионате мира в Ноттингеме, откуда привезла награду серебряного достоинства, выигранную в зачёте распашных рулевых восьмёрок.
В 1987 году на мировом первенстве в Копенгагене стала серебряной призёркой в безрульных двойках.
Благодаря череде удачных выступлений удостоилась права защищать честь страны на летних Олимпийских играх 1988 года в Сеуле — в составе команды, куда также вошли гребчихи Аннегрет Штраух, Юдит Цайдлер, Катрин Хаккер, Аня Клуге, Беатрикс Шрёэр, Уте Штанге, Рамона Бальтазар и рулевая Даниэла Нойнаст, заняла в женских восьмёрках первое место, завоевав тем самым золотую олимпийскую медаль. За это выдающееся достижение по итогам сезона была награждена орденом «За заслуги перед Отечеством» в золоте.
После сеульской Олимпиады Вильд осталась в составе гребной команды ГДР и продолжила принимать участие в крупнейших международных регатах. Так, в 1989 году на чемпионате мира в Бледе она выиграла серебряную медаль в рулевых восьмёрках, уступив на финише только команде Румынии.
На мировом первенстве 1990 года в Тасмании получила бронзу в программе восьмёрок.
Завершив спортивную карьеру, в дальнейшем работала в пищевой промышленности.